# Selezioni giovanili della nazionale maschile di pallacanestro della Germania
Le selezioni giovanili della nazionale di pallacanestro della Germania sono gestite dalla Federazione cestistica della Germania e partecipano ai tornei cestistici internazionali per squadre nazionali, limitatamente a specifiche classi d'età.

## Universitaria
Rappresenta la selezione composta dagli atleti universitari della nazionale tedesca.

### Partecipazioni
Universiadi
- 1961 - 9°
- 1965 - 17°
- 1970 - 13°
- 1989 -  3°
- 2007 - 7°

- 2009 - 8°
- 2011 - 6°
- 2013 - 12°
- 2015 -  2°
- 2017 - 5°

- 2019 - 5°

### Formazioni
Germania universitaria - Pallacanestro alla XXVI Universiade - Torneo maschileHeyden, Barth, Doreth, Spoeler, Simon, Tadda, Vargas, Fassler, Seiferth, Lischka, Wohlfarth-Bottermann, Schmidt, All. -
 Germania universitaria - Pallacanestro alla XXVII Universiade - Torneo maschile4 Canty, 5 Jönke, 6 Koch, 7 Klein, 8 Schmidt, 9 Mönninghoff, 10 Kramer, 11 Zeis, 12 Wendt, 13 Wohlfarth-Bottermann, 14 Voigtmann, 15 Ziegenhagen,        All. Olaf Stolz
 Germania universitaria - Pallacanestro alla XXVIII Universiade - Torneo maschile0 Klein, 5 Geske, 6 Kramer, 7 Mönninghoff, 9 Pluskota, 10 Bright, 11 Haukohl, 12 Lô, 15 Radosavljević, 24 Brembly, 30 Brase, 32 Thiemann,        All. Henrik Rödl
 Germania universitaria - Pallacanestro alla XXIX Universiade - Torneo maschile3 Agva, 6 Richter, 9 Grof, 10 Ugrai, 11 Meisner, 12 Ilzhöfer, 13 Obst, 15 Amaize, 18 Gloger, 19 Theis, 20 Lockhart, 24 Bleck,        All. Boris Kaminski
 Germania universitaria - Pallacanestro alla XXX Universiade - Torneo maschile3 Wank, 6 Zylka, 9 Hasbargen, 10 Richter, 11 Wimberg, 12 Grof, 13 Hujic, 15 Schneider, 18 Kratzer, 19 Sanders, 20 Jallow, 24 Sengfelder,        All. -

## Under-20
Rappresenta i migliori giocatori di nazionalità tedesca di età non superiore ai 20 anni. Partecipa a tutte le manifestazioni internazionali giovanili di pallacanestro per nazioni gestite dalla FIBA.
Nel corso degli anni questa selezione ha subito alcuni cambiamenti nel nome, dovuti agli adeguamenti nelle normative della FIBA in fatto di classificazione delle categorie giovanili.
Agli inizi la denominazione originaria era Nazionale Juniores, in quanto la FIBA classificava le fasce di età sotto i 22 anni con la denominazione "juniores". In seguito, denominazione e fasce di età sono state equiparate, divenendo Nazionale Under 22. Dal 2000, la FIBA ha modificato nuovamente il tutto, equiparando sotto la dicitura "under 20" sia denominazione che fasce di età. Da allora la selezione ha preso il nome attuale.

### Partecipazioni
FIBA EuroBasket Under-20
- 1992 - 12°
- 1994 - 9°
- 1998 - 7º
- 2005 - 13º
- 2006 - 15º

- 2009 - 14°
- 2010 - 14°
- 2011 - 5°
- 2012 - 5°
- 2013 - 11°

- 2014 - 14°
- 2015 - 11°
- 2016 - 4°
- 2017 - 7°
- 2018 -  3°

- 2019 -  3°
- 2022 - 11°
- 2023 - 6°
- 2024 - 12°

### Formazioni
Germania under 22 - Campionato europeo maschile di pallacanestro Under-22 19924 Freyer, 5 Reinhardt, 6 Machowski, 7 Radegast, 8 Wucherer, 9 Kuprella, 10 Arigbabu, 11 Perwas, 12 Meyer-Schomann, 13 Musch, 14 Nees, 15 Ast,        All. Carsten Hofmann
 Germania under 22 - Campionato europeo maschile di pallacanestro Under-22 19944 Ruddigkeit, 5 Bade, 6 Machowski, 7 Frisch, 8 Wucherer, 9 Falk, 10 Arigbabu, 11 Braun, 12 Okulaja, 13 Tomic, 14 Kück, 15 Bernard,        All. Carsten Hofmann
 Germania under 22 - Campionato europeo maschile di pallacanestro Under-22 19984 Roller, 5 Garris, 6 Schultze, 7 Pešić, 8 Grey, 9 Bogojevič, 10 Willoughby, 11 Kruel, 12 Grübler, 13 Mertens, 14 Nowitzki, 15 Papic,        All. Andreas Zech
 Germania under 20 - Campionato europeo maschile di pallacanestro Under-20 20054 Kulawick, 5 Bahiense de Mello, 6 Schmidt, 7 Barth, 8 Zwiener, 9 Stückemann, 10 Willemsen, 11 King, 12 Lipke, 13 Schneider, 14 Raffington, 15 Lange,        All. Chris Fleming
 Germania under 20 - Campionato europeo maschile di pallacanestro Under-20 20064 Zazai, 5 Kulawick, 6 Horstmann, 7 Chartčenkov, 8 Karamatskos, 9 Staiger, 10 Huth, 11 Niebuhr, 12 Komarek, 13 Lischka, 14 Freese, 15 Both,        All. Emir Mutapčić
 Germania under 20 - Campionato europeo maschile di pallacanestro Under-20 20094 Stuckey, 5 Barth, 6 Doreth, 7 Schwethelm, 8 Harris, 9 Agne, 10 Schoeps, 11 Wohlfarth-Bottermann, 12 Benzing, 13 Seiferth, 14 Pleiß, 15 Schmidt,        All. Henrik Rödl
 Germania under 20 - Campionato europeo maschile di pallacanestro Under-20 20104 Engel, 5 Schmidt, 6 Barhel, 7 Wohlfarth-Bottermann, 8 Schmitz, 9 Stuckey, 10 Vargas, 11 DiLeo, 12 Huelsewede, 13 Monse, 14 Zirbes, 15 Land,        All. Denis Wucherer
 Germania under 20 - Campionato europeo maschile di pallacanestro Under-20 20114 Ziegenhagen, 5 Giffey, 6 Theilig, 7 Mönninghoff, 8 Heckmann, 9 Ogbe, 10 Theis, 11 Klein, 12 Wendt, 13 Barthel, 14 Voigtmann, 15 Kramer,        All. Frank Menz
 Germania under 20 - Campionato europeo maschile di pallacanestro Under-20 20124 Blessing, 5 Bright, 6 Bekteshi, 7 Mönninghoff, 8 Heckmann, 9 Wendt, 10 Theis, 11 Tolksdorf, 12 Schröder, 13 Voigtmann, 14 Neumann, 15 Richter,        All. Frank Menz
 Germania under 20 - Campionato europeo maschile di pallacanestro Under-20 20134 Blessing, 5 Brase, 6 Brembly, 7 Marin, 8 Haukohl, 9 Bleck, 10 Merz, 11 Tolksdorf, 12 Ogbe, 13 Bryant, 14 Richter, 15 Radosavljević,        All. Harald Stein
 Germania under 20 - Campionato europeo maschile di pallacanestro Under-20 20144 Geske, 5 Ugrai, 6 Merz, 7 Müller, 8 Bryant, 9 Akpınar, 10 Lockhart, 11 Joos, 12 Ogbe, 13 Jorch, 14 Baues, 15 Thiemann,        All. Frank Menz
 Germania under 20 - Campionato europeo maschile di pallacanestro Under-20 20154 Ebert, 5 Meisner, 6 Dizdarević, 7 Ferner, 8 Akpınar, 9 Grof, 10 Obst, 11 Heck, 12 Ugrai, 13 Joos, 14 Mayr, 22 Sengfelder,        All. Frank Menz
 Germania under 20 - Campionato europeo maschile di pallacanestro Under-20 20161 Agva, 2 Baeck, 5 Beyschlag, 6 Figge, 7 Ferner, 8 Wimberg, 9 Grof, 10 Schneider, 11 Mushidi, 12 Jallow, 13 Obst, 25 Kratzer,        All. Henrik Rödl
 Germania under 20 - Campionato europeo maschile di pallacanestro Under-20 20173 Zeeb, 5 Beyschlag, 9 Schmikale, 10 Hujic, 12 Jallow, 13 Schneider, 15 Wagner, 16 Wank, 20 Freudenberg, 25 Kratzer, 41 Kiel, 44 Krämer,        All. Henrik Rödl
 Germania under 20 - Campionato europeo maschile di pallacanestro Under-20 20180 Hecker, 2 Weidemann, 3 Hundt, 7 Haßfurther, 8 Olinde, 9 Freudenberg, 10 Zylka, 11 Mushidi, 14 Sanders, 17 Šerić, 44 Lagerpusch, 65 Stanić,        All. Alan Ibrahimagic
 Germania under 20 - Campionato europeo maschile di pallacanestro Under-20 20192 Griesel, 3 Obiesie, 4 Kraushaar, 5 Ihnen, 7 Haßfurther, 9 Mattisseck, 11 Vrčić, 12 Binapfl, 13 Brenneke, 14 Herkenhoff, 21 Thiemann, 65 Šerić,        All. Alan Ibrahimagic
 Germania under 20 - Campionato europeo maschile di pallacanestro Under-20 20221 Aydinoglu, 4 Baggette, 5 Böhmer, 6 Schoormann, 7 Rapieque, 8 Samare, 10 Fru, 12 Rataj, 15 Leuchten, 17 Van Slooten, 22 Adekunle, 24 Rödl,        All. Mario Dugandzic
 Germania under 20 - Campionato europeo maschile di pallacanestro Under-20 20233 Walter, 7 Onyejiaka, 9 Richardson, 10 Fru, 12 Rataj, 14 Brockhoff, 18 Langenfeld, 24 Schröder, 25 Rapieque, 44 Ensminger, 77 Dorn, 00 Lademacher,       All. Alan Ibrahimagić
 Germania under 20 - Campionato europeo maschile di pallacanestro Under-20 20242 Falkenthal, 4 Anigbata, 5 Ensminger, 6 Wulff, 8 Machowski, 11 Hartmann, 12 Schulte, 14 Brockhoff, 21 Pleta, 22 Onyejiaka, 23 Kalu, 25 Rapieque,        All. Martin Schiller

## Under-19
Rappresenta i migliori giocatori di nazionalità tedesca di età non superiore ai 19 anni. Partecipa a tutte le manifestazioni internazionali giovanili di pallacanestro per nazioni gestite dalla FIBA.

### Partecipazioni
Mondiale Under-19
- 1983 - 5°
- 1987 - 4°
- 2017 - 5°

### Formazioni
Germania Ovest under 19 - Campionato mondiale maschile di pallacanestro Under-19 19834 Baeck, 5 Schmitz, 6 Sauer, 7 Schindler, 8 Wolf, 9 Risse, 10 Knillmann, 11 Deuster, 12 Schrempf, 13 Winter, 14 Welp, 15 Behnke,        All. -
 Germania Ovest under 19 - Campionato mondiale maschile di pallacanestro Under-19 19874 Kleine-Brockhoff, 5 Rödl, 6 Harnisch, 7 Schindler, 8 Montag, 9 Boeder, 10 Schwarz, 11 Schiebelhut, 12 Schubert, 13 Arnold, 14 Bembenek, 15 Neuhaus,        All. -
 Germania under 19 - Campionato mondiale maschile di pallacanestro Under-19 20172 Weidemann, 3 Hundt, 5 Hadenfeldt, 6 da Silva, 8 Olinde, 9 Freudenberg, 10 Zylka, 11 Hecker, 12 Herkenhoff, 14 Sanders, 17 Bonga, 44 Lagerpusch,        All. Alan Ibrahimagic

## Under-18
Rappresenta i migliori giocatori di nazionalità tedesca di età non superiore ai 18 anni. Partecipa a tutte le manifestazioni internazionali giovanili di pallacanestro per nazioni gestite dalla FIBA.
Nel corso degli anni questa selezione ha subito alcuni cambiamenti nel nome, dovuti agli adeguamenti nelle normative della FIBA in fatto di classificazione delle categorie giovanili.
Agli inizi la denominazione originaria era Nazionale Cadetti, in quanto la FIBA classificava le fasce di età dai 16 ai 18 anni con la denominazione "cadetti". Dal 2000, la FIBA ha modificato il tutto, equiparando sotto la dicitura under 18, sia denominazione che fasce di età. Da allora la selezione ha preso il nome attuale.

### Partecipazioni
FIBA EuroBasket Under-18
- 1968 - 11°
- 1970 - 10°
- 1974 - 14°
- 1976 - 11°
- 1980 - 6°

- 1982 - 5°
- 1984 - 5°
- 1986 - 4°
- 1988 - 9°
- 1990 - 12°

- 1992 - 7°
- 1994 - 12°
- 1996 - 8°
- 2002 - 12°
- 2005 - 14°

- 2006 - 13°
- 2007 - 9°
- 2008 - 14°
- 2009 - 11°
- 2010 - 13°

- 2011 - 11°
- 2012 - 14°
- 2015 - 8°
- 2016 - 4°
- 2017 - 11°

- 2018 - 6°
- 2019 - 11°
- 2022 - 11°

Manifestazioni minori
- Torneo Albert Schweitzer: 4

2016, 2018

## Under-17
Rappresenta i migliori giocatori di nazionalità tedesca di età non superiore ai 17 anni. Partecipa a tutte le manifestazioni internazionali giovanili di pallacanestro per nazioni gestite dalla FIBA.

### Partecipazioni
Mondiali Under-17
- 2010 - 8°
- 2024 - 8°

## Under-16
Rappresenta i migliori giocatori di nazionalità tedesca di età non superiore ai 16 anni. Partecipa a tutte le manifestazioni internazionali giovanili di pallacanestro per nazioni gestite dalla FIBA.
Nel corso degli anni questa selezione ha subito alcuni cambiamenti nel nome, dovuti agli adeguamenti nelle normative della FIBA in fatto di classificazione delle categorie giovanili.
Agli inizi la denominazione originaria era Nazionale Allievi, in quanto la FIBA classificava le fasce di età dai 16 ai 18 anni con la denominazione "allievi". Dal 2000, la FIBA ha modificato il tutto, equiparando sotto la dicitura under 16, sia denominazione che fasce di età. Da allora la selezione ha preso il nome attuale.

### Partecipazioni
FIBA EuroBasket Under-16
- 1971 - 9°
- 1973 - 13°
- 1975 - 9°
- 1977 - 10°
- 1979 - 4°

- 1981 -  3°
- 1983 -  3°
- 1985 - 4°
- 1987 - 6°
- 1989 - 9°

- 1991 - 7°
- 1993 - 10°
- 2006 - 15°
- 2009 - 11°
- 2010 - 13°

- 2011 - 8°
- 2012 - 5°
- 2013 - 8°
- 2014 - 7°
- 2015 - 7°

- 2016 - 9°
- 2017 - 13°
- 2018 - 9°
- 2019 - 14°